# 元行沖
元 行沖（げん こうちゅう、653年 - 729年）は、唐代の学者・官僚。名は澹。行沖は字であり、字をもって通称される。本貫は河南府洛陽県。

## 経歴
北魏の常山王拓跋素の末裔にあたる。幼くして父を失い、母方の祖父の司農寺卿の韋機に養育された。博学で多分野に通じ、とくに音律と訓詁学を得意とした。進士に及第し、通事舎人に累進した。納言の狄仁傑に重んじられた。九度異動して陝州刺史となり、隴右・関内両道按察使を兼ねた。赴任しないうちに、太常寺少卿に任じられた。行沖は北魏をあつかった編年体の史書がなかったことから、『魏典』30巻を編纂した。
開元初年、太子詹事から岐州刺史に出向し、さらに関内道按察使を兼ねることになった。行沖は按察使の任を固辞し、寧州刺史の崔琬にこれを代わらせた。まもなく入朝して右散騎常侍・東都副留守となった。嗣彭王李志暕（李元軌の五男の南昌郡王李絢の子）の庶兄の李志謙が謀反の罪で誣告され、連座する者十数人に及んだ。行沖はその事件を調査して冤罪であると上奏した。四度異動して大理寺卿となった。ときに揚州長史の李傑が侍御史の王旭に陥れられ、大理寺に罪状の審理の命が下されると、行沖は李傑が讒言によって陥れられたものであると上奏した。行沖の上奏は玄宗に聞き入れられなかったものの、当時の世論に支持された。まもなく行沖は刑獄の官を辞し、閑職を求めた。開元7年（719年）、左散騎常侍の位を受けた。九度異動して国子祭酒となった。1月あまりして、太子賓客・弘文館学士に任じられ、常山郡公に封じられた。
先立って秘書監の馬懐素が学者を集めて南朝斉の王倹の『七志』に続く図書目録を編纂し、また左散騎常侍の褚無量が麗正殿で四部の書を校正書写するよう求めたが、事業が端緒につかないうちに馬懐素と褚無量は死去した。行沖が代わってそれらの事業を総裁した。行沖は図書目録を『群書目録』と名づけて、1年あまりで完成し、奏上した。また『孝経』の注釈を命じられて、『御注孝経疏』を編纂し、学官に列した。ほどなく老衰のため知麗正殿校写書事を退任した。
左衛率府長史の魏光乗が魏徴の注釈した『類礼』を採用するよう求めると、行沖は玄宗の命を受けて『類礼義疏』50巻を編纂した。開元14年（726年）8月、完成させて奏上した。しかしその礼法は尚書左丞相の張説の上奏により採用されなかった。行沖は自分を排撃する諸儒を憎んで、持論を著述して『釈疑』と名づけた。
まもなく行沖は重ねて上表して致仕を請い、許可された。開元17年（729年）、死去した。享年は77。礼部尚書の位を追贈された。諡は献といった。

## 伝記資料
- 『旧唐書』巻102 列伝第52
- 『新唐書』巻200 列伝第125